# Dioxin
Ennek a cikknek a tárgya az a két heterociklusos vegyület, amelyek összegképlete C4H4O2. Annak a vegyületcsoportnak a neve, melynek tagjai környezetszennyező és mérgező hatásuk miatt jelentősek, és amelyet a technikai és tudományos irodalom PCDD-nek, vagy dioxinoknak nevez, poliklór-dibenzodioxin.
Dioxinnak nevezik azt a két szerves heterociklusos vegyületet, amelyek egymás izomerjei, nevük: 1,2-dioxin (vagy o-dioxin) és 1,4-dioxin (vagy p-dioxin). Szerkezeti képletüket a jobb oldali ábra mutatja. Mindkettő a heterociklusos vegyületek családjába tartozik.
Az orto izomer – az 1,2-dioxin – peroxid típusú szerkezete miatt igen instabil. CAS száma 289-87-2.
1,4-dioxint elő lehet állítani cikloaddícóval (Diels–Alder-reakció alkalmazásával).

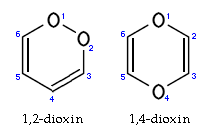
Dioxin izomerek szerkezeti képlete és a szubsztituensek számozási sémája

## A dioxin szó más jelentései
A dioxin szó vonatkozhat általánosságban mindazokra a szerves vegyületekre, amelyek molekuláinak szerkezetében a dioxinváz szerepel, vagyis a dioxin szerkezetében helyettesítő atomcsoportok is szerepelnek. Erre jó példa a dibenzo-p-dioxin, szerkezeti képlete alább.

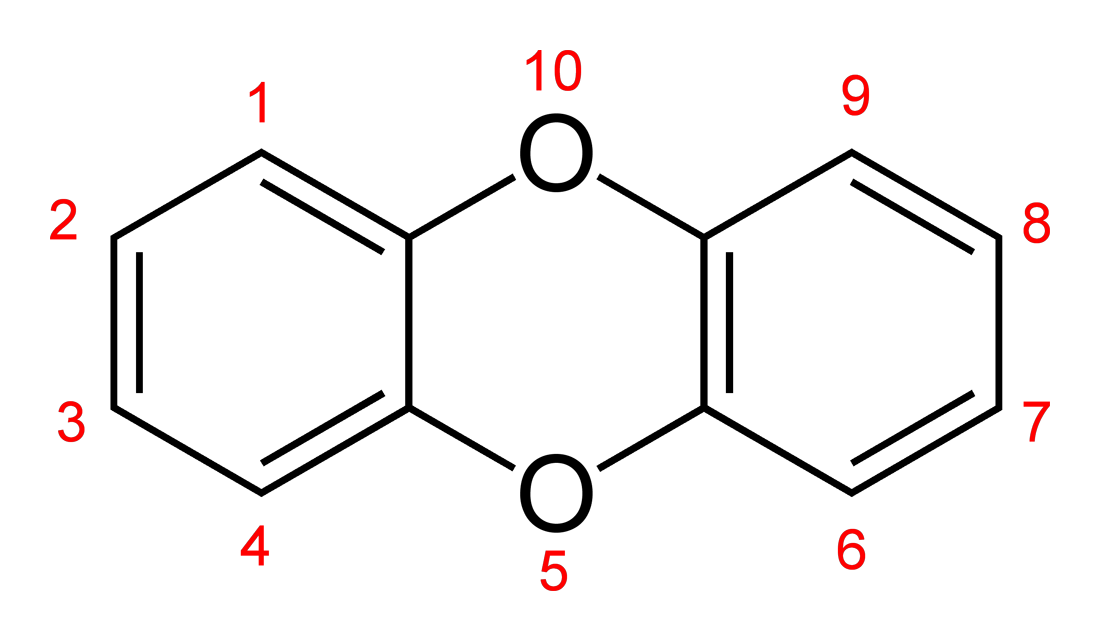
A dibenzo-p-dioxin szerkezeti képlete és a szubsztituensek számozási sémája. Ez a PCDD család alapvegyülete

Fontos megjegyzést érdemel, hogy a technikai és tudományos irodalom dioxinnak nevezi lazán és rövidítésképpen a dibenzo-p-dioxin klórozott származékait is, amelyeket igen nagy környezetszennyező szerepük miatt jelenleg a szakirodalom igen gyakran tárgyal. Ezekről részletesen a poliklór-dibenzodioxin cikk ír.